# Ла-Канеб'єр
43°17′48″ пн. ш. 5°22′43″ сх. д. / 43.29667° пн. ш. 5.37861° сх. д.
Ла-Канеб'єр — історична головна вулиця в старому місті Марселя, Франція.

## Розташування
Завдовжки близько кілометра, вулиця пролягає від Старого порту Марселя до реформованого кварталу. Канаб'єр називають Марсельськими Єлисейськими полями.

## Топоніміка
Назва Канеб'єр (фр. Canebière; провансальською Canabiera) походить від слова коноплі (Cannabis латиною), оскільки територія навколо Старого порту спочатку була конопляними полями, а Марсель був одним із найбільших у світі ринків торговців кошиками та мотузками з коноплі від часів середньовіччя до 1930-х років, коли замість коноплі почали використовувати інші волокна.

## Історія
Проспект був прокладений в 1666 році, коли король Франції Людовик XIV вирішив розширити місто Марсель.
Наприкінці вісімнадцятого століття, коли суднобудівний док Великого Арсеналу був зруйнований, алею продовжили до Старого порту й забудували елегантними будівлями. Лише в 1928 році проспект далі розширили від Старого порту до церкви Сен-Вінсент-де-Поль (також відомої як Реформаційна церква).
Під час Третьої французької республіки Канеб'єр став місцем проживання вищого суспільства, тут були численні кафе, розкішні готелі та бутики, а також численні музичні зали. Однак слава вулиці була затьмарена вбивством на ній короля Югославії Олександра I 9 жовтня 1934 року. Того дня в результаті цього інциденту був смертельно поранений міністр закордонних справ Франції Луї Барту. Крім того, 28 жовтня 1938 року був знищений вогнем універмаг Nouvelles Galeries, при цьому загинули 75 осіб. Трагедія призвела до реорганізації пожежного батальйону Марселя, а мера Анрі Тассо відправили у відставку.
Після розпаду Французької колоніальної імперії в 1960-х роках проспект почав занепадати. Проте в останні роки відбулася його реконструкція.
Нова лінія T2 марсельського трамваю пролягає вздовж Ла-Канеб'єр між Римською вулицею та Кур Белсюнс і Реформе. Вздовж вулиці розташовані станції метро Noailles (M2) і Vieux-Port (M1).
8 травня 2017 року місто Марсель організувало «Патріотичний бал» («Bal Patriotique») на Канаб'єр на честь річниці визволення Франції, яка відбулася 8 травня 1945 року. Подібний бал був організований і в 2016 році.